# Pneumia mitsuhiroi
Pneumia mitsuhiroi är en tvåvingeart som beskrevs av Jezek 2004. Pneumia mitsuhiroi ingår i släktet Pneumia och familjen fjärilsmyggor.
Artens utbredningsområde är Vietnam. Inga underarter finns listade i Catalogue of Life.